# Brianola curvirostris
Brianola curvirostris is een eenoogkreeftjessoort uit de familie van de Canuellidae. De wetenschappelijke naam van de soort is voor het eerst geldig gepubliceerd in 1968 door Bozic.